# Iguana no musume
Iguana no Musume (in inglese conosciuto anche come "Daughter of the Iguana" o "Iguana Girl") è in origine una serie manga josei di Moto Hagio pubblicata nel 1992. Da essa ne è stata poi stato tratto un dorama in 11 puntate di TV Asahi mandato in onda nel 1996.
Secondo la stessa ammissione dell'autrice la vicenda riflette il rapporto personale di Moto con la propria madre.

## Trama
La storia tratta di una ragazza di nome Rika, studentessa liceale priva di autostima: ciò è dovuto al fatto che la madre sostiene di veder in lei un "mostriciattolo" e la considera brutta, favorendo in tal modo l'altra sua figlia, la minore (Mami), la quale ottiene tutto l'amore e le attenzioni del caso.
A Rika non è mai stata mostrata un po' d'attenzione né tanto meno amore materno; finisce così col pensare a se stessa come fosse un'iguana.
Noboru, un compagno di scuola, piace molto alla ragazza, ma questa non trova il coraggio di confidargli i suoi sentimenti; Kaori invece è gelosa di Rika e fa di tutto per impedirgli di uscire col ragazzo. Nobuko infine è la migliore amica di Rika, sua sincera e buona confidente la quale cerca sempre di dargli forza e coraggio.
Solo dopo la morte della madre si rende conto che in realtà era proprio lei invece ad essere un "brutto animale" ed in tal modo a liberarsi almeno parzialmente di questo suo "brutto" senso d'inferiorità e mancanza d'autostima.

## Protagonisti
- Miho Kanno - Aoshima Rika
- Yoshinori Okada - Okazaki Noboru
- Naomi Kawashima - Aoshima Yuriko (madre di Rika)
- Masao Kusakari - Aoshima Masanori (padre di Rika)
- Rena Komine - Hashimoto Kaori
- Hitomi Sato - Mikami Nobuko (amica del cuore di Rika)
- Kanako Enomoto - Aoshima Mami (sorella di Rika)
- Miyuki Komatsu - Takano Haruko
- Koji Yamaguchi - Nakatani Naoki (amico di Noboru)
- Ken Izawa - Takamizawa Hiroshi
- Masaaki Takarai
- Michiko Shimizu

## Episodi
1. A Cursed Birth
2. I Want To Die
3. A Night At The High Plains, My First...
4. Mom's Secret
5. My Birthday... The Present Mom Threw Away
6. Ripples - Mom Hired a Private Tutor
7. A Mother's Confession... I Want To Kill You!
8. A Friend For Eternity, Death, And Another Mother
9. A Right To Happiness
10. Sad Family Trip
11. Mom! Mom... Mom!

Il tema musicale della serie televisiva è Your song di Elton John.